# 行徳橋

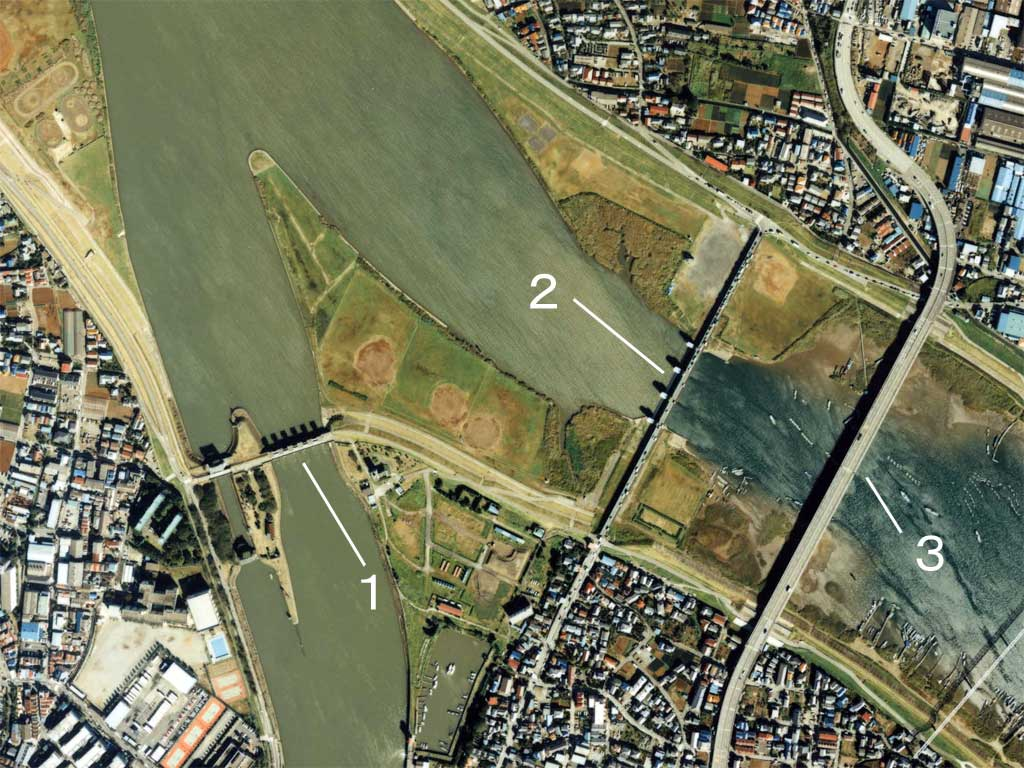
行徳橋周辺の航空写真（1989年）。行徳橋のすぐ下流には新行徳橋がある。図中の番号2が行徳橋（旧橋梁・行徳可動堰）。3は新行徳橋。1が江戸川水閘門。

行徳橋（ぎょうとくばし）は千葉県市川市河原と稲荷木の間で江戸川にかかる、千葉県道6号市川浦安線の道路橋。新行徳橋と区別して旧行徳橋と呼ばれることがある。

## 概要

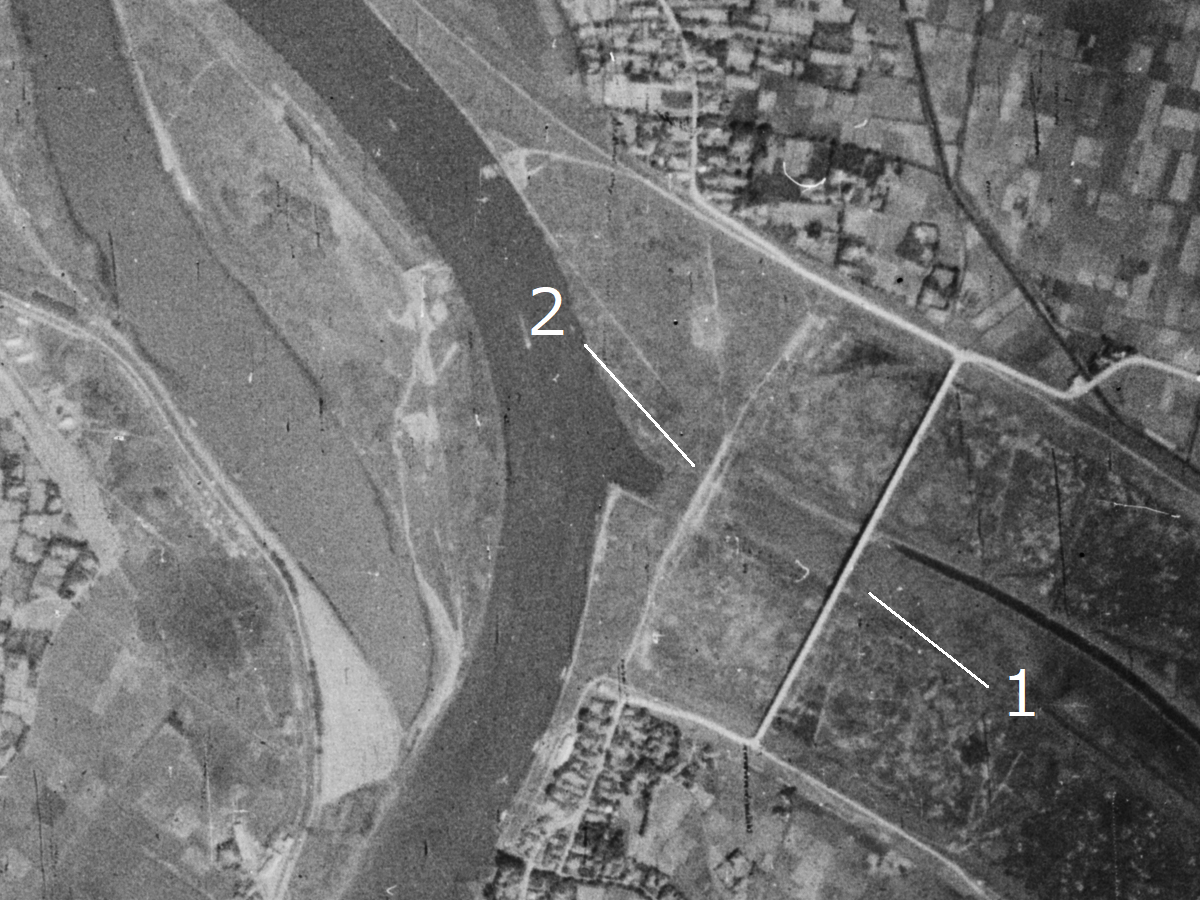
行徳橋周辺の航空写真（1936年）。初代の行徳橋は現在よりも下流に架かっていた。図中の番号1が初代行徳橋。2は行徳堰（行徳可動堰の前身）。

市川市の行徳地区と八幡地区を結ぶ千葉県道6号市川浦安線の404.4m、幅11.5m（車道幅7m、歩道幅4m）の道路橋。旧橋梁の老朽化などから架け替えが行われ、現在の橋梁は2020年（令和2年）に開通した。
1919年（大正8年）に江戸川放水路が開削され、行徳地区は南北に分断されたため、翌年にこれを繋ぐ木製の行徳橋が架けられた。旧橋梁は1956年（昭和31年）3月に行徳可動堰上に建設されたものである。旧橋梁は行徳可動堰の管理橋の機能も兼ねていた。
旧橋梁は全長約422m、幅7m（車道幅5.5m、歩道幅1.2m）の道路橋で、国が管理する行徳可動堰とは一体構造物であった。架橋当時としては長大な橋だったが、その後の自動車交通量の増大によって狭隘になり、下流にバイパス橋として新行徳橋が建設された。しかし、行徳橋は行徳地区と八幡地区を結ぶ重要な橋で依然交通量が多かったため、路線バスを除く大型車の通行は規制されていた。
1976年（昭和51年）の歩道拡張工事以外に改修は行われておらず、老朽化が目立つようになっていた。千葉県の森田健作知事は、2011年（平成23年）6月7日に国土交通省江戸川河川事務所と千葉県の間で合意した行徳橋の整備条件について「橋を架け替えること、架け替え位置は現位置の上流側とすること」と説明。「この基本的な条件に基づき、橋の構造、費用負担、工程などについて協議を進め、国や市川市と連携を密にして早期の事業着手に向け調整したい」と方針を示した。
その後、供用から60年を経て老朽化が深刻になっていること、両岸の堤防が現在の計画高に満たない状態になっていること、行徳可動堰の改築に伴い管理用通路を確保する必要があることなどから、2015年（平成27年）より新橋への架け替え工事が開始された。
新橋は2020年（令和2年）3月10日に供用開始。全幅が旧橋梁の7.45mから12.5mに、歩道も1.5mから4mに拡張され、旧橋梁は撤去された。
現在も交通量は多く、浦安方面と八幡方面を結ぶバスはすべて本橋を経由する。

## 位置
- 北緯35度42分11.13秒 東経139度55分23.77秒 / 北緯35.7030917度 東経139.9232694度
- 船橋［南西］ - 地理院地図
- 行徳橋 - Google マップ

## ギャラリー

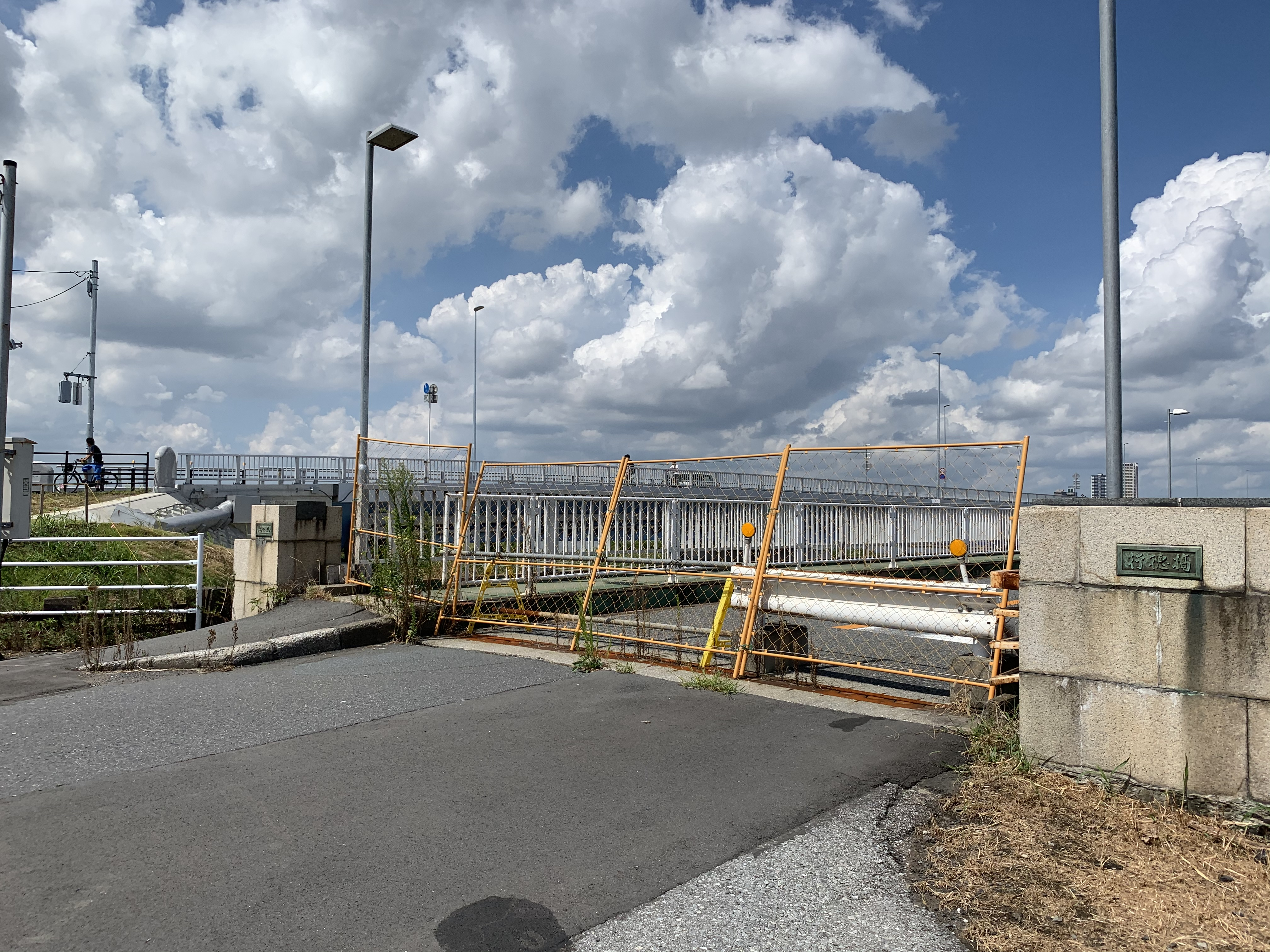
行徳橋（旧橋梁・南詰）奥に見えるのが新橋梁。
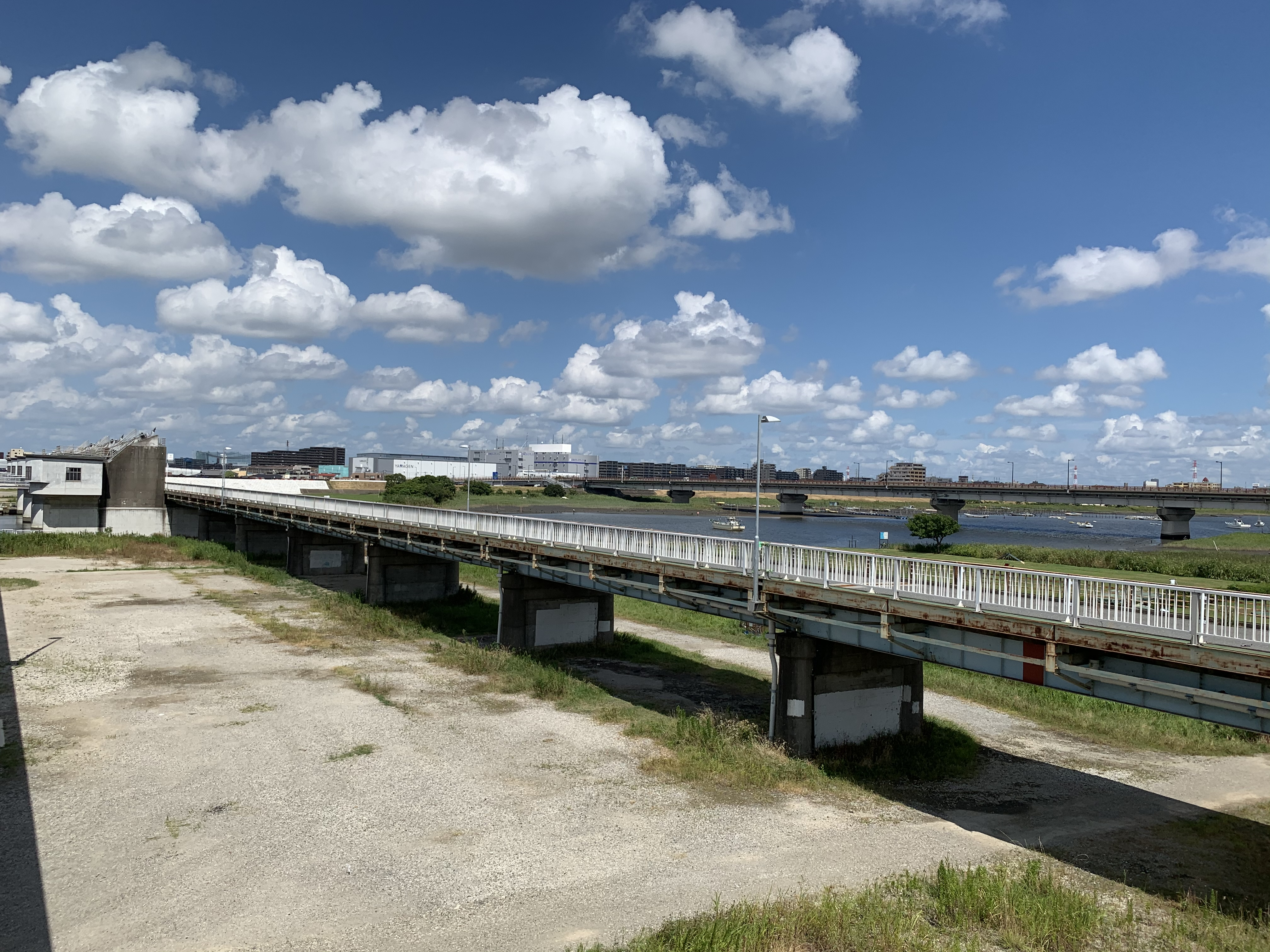
行徳橋（旧橋梁）
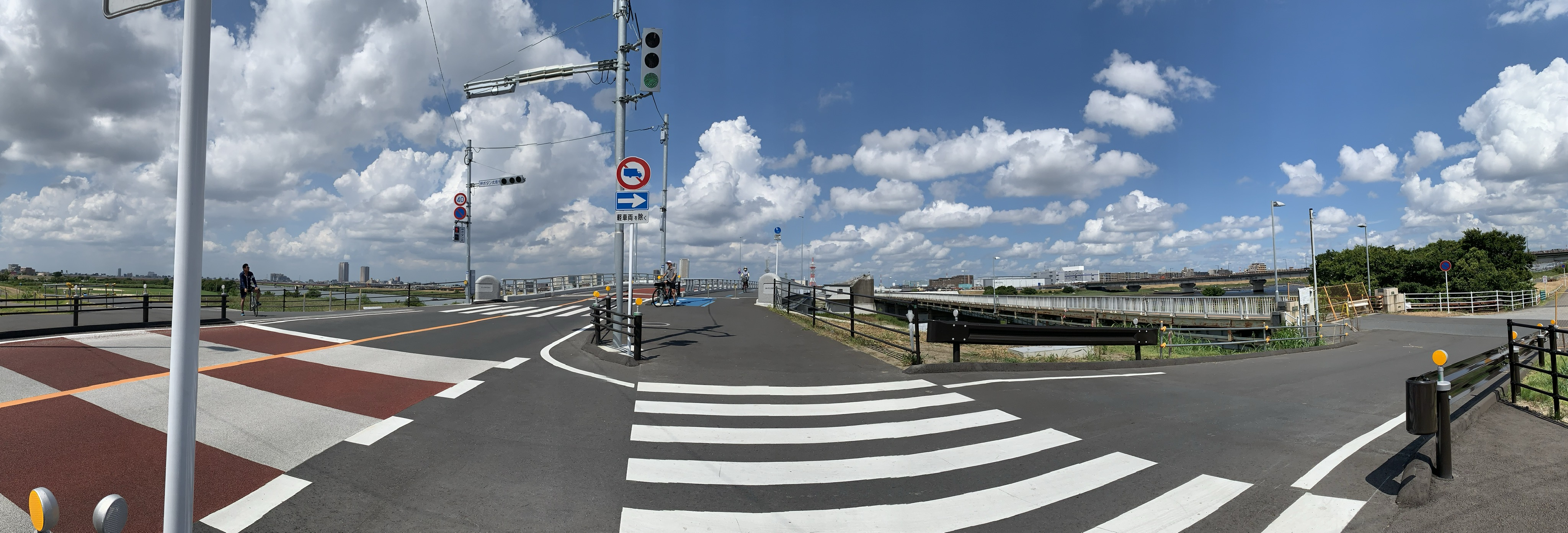
行徳橋の新橋梁（左）と旧橋梁（右）、右奥は新行徳橋

## 隣の橋
- 江戸川

総武線江戸川橋梁 - 江戸川大橋 - 行徳橋 - 新行徳橋 - 水管橋